# Anedhella thermodesa
Anedhella thermodesa là một loài bướm đêm trong họ Noctuidae.